# 阿爾貝拉鎮區 (密歇根州)
阿爾貝拉鎮區（英語：Arbela Township）是位於美國密歇根州土斯科拉縣的一個行政鎮區。

## 地方資料
阿爾貝拉鎮區的面積為86.70平方千米，當中陸地面積為86.60平方千米，而水域面積為0.10平方千米。根據2020年美國人口普查的數據，當地共有人口2808人，而人口密度為每平方千米32.39人。